# Владычно (Тихвинский район)
Владычно — деревня в Борском сельском поселении Тихвинского района Ленинградской области.

## История
Деревня Владыня упоминается на карте Новгородского наместничества 1792 года А. М. Вильбрехта.
Как деревня Владычна она обозначена на «Специальной карте западной части России» Ф. Ф. Шуберта 1844 года.

ВЛАДЫЧНО — деревня Боровского общества, Пашекожельского прихода. Река Шомушка.

Крестьянских дворов — 6. Строений — 12, в том числе жилых — 7. 

Число жителей по семейным спискам 1879 г.: 21 м. п., 16 ж. п.; по приходским сведениям 1879 г.: 22 м. п., 11 ж. п.

В конце XIX века деревня относилась к Новинской волости 2-го стана, в начале XX века — к Новинской волости 1-го земского участка 1-го стана Тихвинского уезда Новгородской губернии.
В начале XX века близ деревни находился жальник.

ВЛАДЫЧНО — деревня Боровского общества, дворов — 12, жилых домов — 15, число жителей: 34 м. п., 30 ж. п. 

Занятия жителей — земледелие, лесные заработки. Река Шомушка. Часовня. (1910 год)

Деревня Владычно на карте 1932 года

Согласно карте Ленинградской области Северо-западного аэрогеодезического треста ГГУ издания 1932 года деревня называлась Владычино и насчитывала 5 крестьянских дворов. К северу от деревни располагалась водяная мельница.
По данным 1933 года деревня Владычно входила в состав Шомушского сельсовета.
По данным 1966 и 1973 годов деревня Владычно также входила в состав Шомушского сельсовета.
По данным 1990 года деревня называлась Владычино и входила в состав Борского сельсовета.
В 1997 году в деревне Владычно Борской волости проживали 3 человека, в 2002 году — 2 (русские — 50 %, украинцы — 50 %).
22 марта 2005 года областным законом № 60 было уточнено написание наименования деревни — Владычно (вместо Владычино).
В 2007 году в деревне Владычно Борского СП проживали 10 человек, в 2010 году — 6.

## География
Деревня расположена в центральной части района к западу от автодороги 41А-009 (Лодейное Поле — Тихвин — Чудово).
Расстояние до административного центра поселения — 1,5 км.
Расстояние до ближайшей железнодорожной станции Тихвин — 16,5 км.
Деревня находится на правом берегу реки Шомушка.

## Демография
| 1879 | 1910 | 1997 | 2002 | 2007 | 2010 | 2017 |
| ---- | ---- | ---- | ---- | ---- | ---- | ---- |
| 37   | ↗64  | ↘3   | ↘2   | ↗10  | ↘6   | ↗7   |

### Национальный состав
Согласно данным Всероссийской переписи населения 2002 года в деревне проживали 2 человека: один русский, один украинец.
Согласно данным Всероссийской переписи населения 2021 года в деревне проживали 5 человек, из них: русские — 3, узбеки — 2 человека.